# Plusiodonta insignis
Plusiodonta insignis là một loài bướm đêm trong họ Noctuidae.